# Reprezentacja Górskiego Karabachu w piłce nożnej mężczyzn
Reprezentacja Górskiego Karabachu w piłce nożnej nie jest członkiem Międzynarodowej Federacji Piłki Nożnej (FIFA) ani Azjatyckiej Konfederacji Piłkarskiej (AFC).

## Mecze międzynarodowe
| 25.09.2012 | Suchumi (Abchazja)            | Abchazja        | 1–1 | Górski Karabach |
| 21.09.2012 | Stepanakert (Górski Karabach) | Górski Karabach | 3–0 | Abchazja        |